# Halo galàctic
L'halo galàctic és la regió de l'espai que envolta les galàxies espirals, com ara la nostra galàxia, la Via Làctia. Té una mida aproximada de més de 15 kiloparsecs. Es creu que està format per gas interestel·lar poc dens, estels vells (nanes marrons i nanes roges) i matèria fosca (MACHO i WIMP).

## Estrelles de l'halo
La majoria dels estels en una galàxia espiral són a prop del pla galàctic, en òrbites més o menys circulars al voltant del centre de la galàxia (nucli galàctic), o bé en una zona esferoïdal al voltant del nucli (bulb galàctic). Tanmateix, algunes estrelles estan situades en un halo, també de forma esferoïdal, al voltant de la galàxia. El comportament orbital d'aquests estels encara no és clar, però podria ser que descriguin òrbites retrògrades i amb una alta inclinació, o bé no moure's en òrbites gens regulars. Els estels de l'halo poden provenir de petites galàxies capturades per la galàxia espiral i amb la qual es fusionen; per exemple, la Nana El·líptica de Sagitari és en procés de fusió amb la Via Làctia i certes observacions han mostrat que alguns estels de l'halo de la Via Làctia poden provenir d'aquesta galàxia.
A diferència del disc galàctic, sembla que a l'halo no hi ha pols interestel·lar i, a més a més, els estels de l'halo són de Població II, molt més velles i amb molt més baixa metal·licitat que les de Població I del disc galàctic (però similars a les del bulb galàctic). L'halo galàctic també conté molts cúmuls globulars.
A vegades, el moviment dels estels de l'halo els porta fins a dins del disc galàctic, i es pensa que cert nombre de petits nans rojos propers al Sol pertanyen a l'halo, per exemple l'Estel de Kapteyn i Groombridge 1830. A causa del seu moviment irregular al voltant del centre de la galàxia, suposant que realment facin aquest moviment, aquests estels sovint presenten un moviment propi rarament alt.

## Matèria fosca de l'halo
Més enllà de la part visible de l'halo galàctic hi ha una regió molt més gran, coneguda com a halo fosc, halo estès o corona galàctica, que conté grans quantitats de matèria fosca.
La presència de matèria fosca a l'halo es demostra pels efectes gravitacionals que té en la corba de rotació de la galàxia espiral. Sense grans quantitats de massa a l'halo estès, la velocitat de rotació de la galàxia hauria de disminuir a grans distàncies del nucli galàctic. Tanmateix, observacions de la línia d'emissió de l'hidrogen (coneguda en argot astronòmic com HI) de galàxies espirals mitjançant radiotelescopis, mostren que la corba de rotació de moltes galàxies espirals continua sent plana més enllà d'on es troba la matèria visible. L'absència de matèria visible que pugui explicar aquestes observacions implica la presència de matèria no observada (és a dir, fosca). Afirmar que aquesta matèria fosca no existeix significaria que la teoria de la relativitat general és incorrecta, cosa que és possible però la majoria de científics necessitarien grans quantitats de proves concloents abans de considerar-ho.
La naturalesa de la matèria fosca a l'halo galàctic de galàxies espirals encara no està determinada, però les teories més populars diuen que l'halo fosc conté un gran nombre de petits cossos coneguts com a MACHOs i/o WIMPs. Observacions de l'halo de la Via Làctia, a la recerca de successos de microlensing gravitacional, mostren que no és probable que el nombre de MACHOs sigui suficient per explicar la massa requerida.